# (2695) Christabel
(2695) Christabel (1979 UE) – planetoida z grupy pasa głównego asteroid okrążająca Słońce w ciągu 4,46 lat w średniej odległości 2,71 j.a. Odkryta 17 października 1979 roku.